# Hraunhafnartangi
Hraunhafnartangi es el punto más al norte de la isla principal de Islandia, en la región de Norðurland Eystra. Se encuentra a 10 kilómetros al noroeste de Raufarhöfn, la ciudad más septentrional del país.

## Ubicación
Hraunhafnartangi se encuentra en el condado de Norður-Þingeyjarsýsla, en la región de Norðurland Eystra. Está a 800 metros del círculo polar ártico. Es el segundo lugar más septentrional de Islandia, después de la isla de Grímsey, y marca el extremo norte de la isla principal del país.

## En la cultura
Hraunhafnartangi aparece en la Saga de Gunnlaugs ormstungu y en la Saga de Reykdæla ok Víga-Skútu, así como en el Landnámabók.

## Faro
El faro de Hraunhafnartangi tiene 19 metros de altura y fue construido en 1951. 